# Osiedla w San Francisco
San Francisco jest oficjalnie podzielone na 11 numerowanych dzielnic-okręgów wyborczych (ang. districts) i tradycyjnie na ponad 100 osiedli (ang. neighborhoods) ze swoimi własnymi nazwami.
Na mapach wyróżnia się osiedla:
- Bay View
- Hunters Point
- Bernal Heights
- Castro (San Francisco)
- Chinatown
- Civic Center
- Cow Hollow
- Dogpatch
- Excelsior
- Financial District
- Fisherman's Wharf
- Glen Park
- Haight-Ashbury
- Hayes Valley
- Japantown
- Lake Merced
- Fort Funston

- Laurel Heights
- Marina
- Cow Hollow
- Mission District
- Mission Bay
- Nob Hill
- Noe Valley
- North Beach
- Pacific Heights
- Potrero Hill
- Presidio
- Richmond District
- Russian Hill

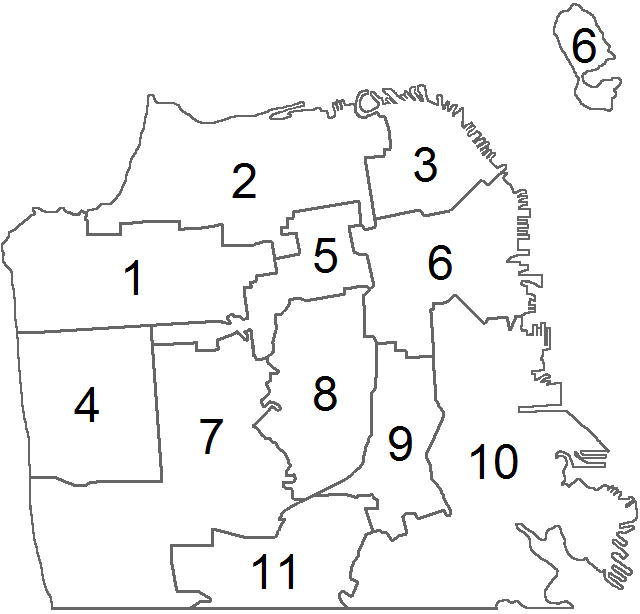
Podział miasta na 11 dzielnic (districts)

- San Francisco State University District
- St. Francis Wood
- South Beach
- South of Market (SOMA)
- Tenderloin
- Treasure Island
- Inner Sunset
- Outer Sunset
- Telegraph Hill
- Twin Peaks
- Union Square
- West Portal
- Western Addition
- Yerba Buena Island